# Denys Taraduda
Denys Olehovyč Taraduda (in ucraino Денис Олегович Тарадуда?; Rozivka, 17 agosto 2000) è un calciatore ucraino, difensore dello Spartak Trnava.

## Carriera
Cresciuto nei settori giovanili di Illičivec', Dnipro e Vorskla, si trasferisce in seguito al club dilettantistico del Vovčans'k, prima di passare, nel febbraio del 2021, allo SKA-Chabarovsk. Nel successivo mese di agosto si svincola dal club russo e il 5 ottobre firma fino al termine della stagione con il VPK-Ahro.
Il 29 giugno 2022 passa al Trans Narva; il 24 febbraio 2023 viene tesserato dal DFK Dainava, con cui disputa un'ottima stagione a livello individuale. Dopo un periodo di prova con il Wisła Płock, nel febbraio del 2024 firma con il Ceahlăul. Il 19 luglio seguente passa allo Zemplín Michalovce, con cui si lega con un biennale.
Dopo una stagione da titolare inamovibile, il 6 giugno 2025 viene acquistato dallo Spartak Trnava, con cui firma un triennale.